# Памятник Богдану Хмельницкому (Ульяновск)
Памятник Богдану Хмельницкому — памятник в честь гетмана Украины Богдана Михайловича Хмельницкого в городе Ульяновске Российской Федерации.
Монумент гетману Украины Богдану Хмельницкому расположен на пересечении улицы Богдана Хмельницкого с улицей Ефремова, в микрорайоне, застроенном в 1950-е годы.
Наименование улицы и установка памятника были произведены в 1954 году и приурочены к 300-летнему юбилею Переяславской Рады.
В июле 2007 года произвели облицовку постамента памятника гранитными плитами, покрасили скульптуру, выполнили гравировку надписи. Кроме того, восстановили декоративное ограждение, а площадку вокруг памятника выложили тротуарной плиткой.